# Been There, Done That
«Been There, Done That» es un sencillo de 1997 del rapero de la Costa Oeste y productor Dr. Dre, de su álbum recopilatorio Dr. Dre Presents The Aftermath. La canción es producida el mismo y Bud'da. La letra fue escrita por el exmiembro de Death Row Records, J-Flexx. Después de la salida de J-Flexx del sello Aftermath de Dre, lanzó un diss en el álbum compilación Death Row Greatest Hits (parodiando el nombre de esta canción), "Who Been There, Who Done That".

## Posición en las listas
| Lista (2000)    | Mejor posición |
| --------------- | -------------- |
| Rhythmic Top 40 | 40             |

- Datos: Q3543041